# 巴萨 (格拉纳达省)
巴萨，是西班牙安达卢西亚自治区格拉纳达省的一个市镇。总面积545平方公里，总人口21808人（2001年），人口密度40人/平方公里。